# 大台中數位有線電視
大台中數位有線電視股份有限公司（VeeTIME Corp.），簡稱大台中數位（VeeTIME），成立於1997年3月5日。
- 大台中數位有線電視 （页面存档备份，存于）
- 大台中數位有線電視的Facebook專頁

## 簡史

### 大事紀
- 2021年 完成第一類電信、第二類電信轉軌申請，取得電信事業登記執照。
- 2020年 取得個人資料保護管理系統(ISO27701)。
- 2017年 完成有線電視全面數位化。
- 2017年 取得ISO27001&ISO27011資訊安全管理系統認證。
- 2016年 更名為「大台中數位有線電視股份有限公司」（VeeTIME Corp.）。
- 2010年 採用微軟Mediaroom為平台IPTV數位電視服務。
- 1997年 設立「威達有線電視」、「大平有線電視」。

## 服務項目
- 原經營區域：臺中市大里區、太平區、烏日區、霧峰區。
- 擴增經營區域：臺中市西屯區、南屯區、南區、北屯區、龍井區、沙鹿區。
- 寬頻網路及電路出租服務：臺中、彰化、雲林、南投。
- 經營頻道：大台中生活頻道、寶島文化台、威達超舜生活台

## 合作夥伴
- 政府部門：臺中市政府、彰化縣政府警察局。
- 建設公司：龍寶建設、住寅建設、太子建設、惠宇營建、親家建設、茂美洋建設、裕國集團、璞園建設、大毅建設、根園建設。
- 電信公司：中華電信、台灣大哥大、遠傳電信、宏遠電訊。
- 教育機構：國立中興大學、國立臺中科技大學、朝陽科技大學、中台科技大學、亞洲大學、建國科技大學。
- 醫療院所：臺中榮民總醫院、衛生福利部彰化醫院。
- 異業合作：全家便利商店、燦坤、欣中天然氣。

## 得獎紀錄
- 2024年 榮獲NCC評定『113年推動地方文化內容節目』優等。
- 2023年 榮獲第23屆金視獎-『主持人獎-李姿嫻-靜址』。
- 2023年 入圍第23屆金視獎-『地方文史節目獎-靜址』。
- 2023年 入圍第23屆金視獎-『企編獎-李姿嫻、賴柏全-靜址』。

- 2022年 入圍第22屆金視獎-『生活風格節目獎-SimpleLife簡單生活提案』。

- 2021年 榮獲第21屆金視獎-『主持人獎-蔡蕎如-為地球做點事』。
- 2021年 入圍第22屆金視獎-『多元關懷節目獎-我在城市那一端』。
- 2021年 入圍第22屆金視獎-『企編獎-我在城市那一端』。
- 2020年 榮獲第20屆金視獎-『生活風格節目獎-臺中好食光』。
- 2020年 獲得勞動部(TTQS)企業機構版銅牌。
- 2020年 榮獲TTQS人才發展品質管理系統銅牌。
- 2019年 入圍第19屆金視獎-『企編獎-森呼吸遊記』。
- 2013年 榮獲全球智慧城市首獎。
- 2012年 入圍第12屆金視獎-『臺中新視界』、『百工通鑑』。

## 公益活動
- 2021年 辦理關懷獨居老人，捐贈愛心物資一批。
- 2020年 贊助安德烈慈善協會食物銀行募集。
- 2020年 舉辦大台中罕你攜手用畫傳愛畫展活動。
- 2020年 贊助「Inside Taiwan曬台灣文化協會活動」。
- 2019年 贊助巧虎門票幫助罕見疾病基金會孩童。

## 活動辦理
- 2023年 台中市政府新聞局「媒體識讀宣導活動」。
- 2022-2023年 台中市政府勞工局「人權短片徵選暨電影播映」活動。
- 2022-2023年 台中市政府勞工局「優良視障按摩據點行銷」活動。
- 2021年 辦理「媒體識讀暨銀髮心樂趣主播體驗活動」。
- 2021年 臺中市政府環境保護局媒體專訪研習訓練營。
- 2020年 台中市政府衛生局「消除C肝列車啟動記者會」活動。
- 2020年 臺中市區域職業試探與體驗示範中心營隊活動。
- 2020-2023年 台中市政府勞工局「挑戰勞動知識王」活動。
- 2019-2020年 台中市政府勞工局「幸福職場」評選獎勵活動。